# Угорська мова
Угорська мова, рідше мадярська мова (угор. magyar nyelv прослухатиⓘ) — рідна мова угорців, належить до фіно-угорської сім'ї мов, де разом з мовами ханти і мансі складає угорську групу. Угорська мова є офіційною в Угорщині та Євросоюзі; значні групи населення, що розмовляють угорською мовою, є в сусідніх Словаччині, Румунії та Сербії; мова поширена також в Україні (на Закарпатті). Писемність на основі модифікованого латинського алфавіту.
В угорській мові є чимало давніх запозичень, зокрема з іранських та тюркських мов, а також пізніших зі слов'янських мов, з німецької, французької, італійської та англійської. Через складне відмінювання іменників та дієслів угорську мову вважають за одну з найскладніших у світі.

## Історія

### Класифікація
Угорська є уральською мовою, а саме належить до угорської групи; найближчими родичами є мансійська та хантийська мови, поширені в західному Сибіру. Зв'язки між угорськими та багатьма іншими мовами було зауважено в 1670-х роках, а встановлення уральської сім'ї було закінчено 1717 року. Попри це класифікація угорської мови залишалася предметом політичних суперечок у 18 та 19 століттях. Термін «угорська» ймовірно походить від назви тюркського племені оноґурів (чия назва буквально означає «десять стріл» або «десять поколінь»).
Є багато регулярних відповідностей між угорською та іншими мовами угорської групи. Наприклад, угорський /aː/ відповідає хантийському /o/ у кількох позиціях, угорський /h/ відповідає хантийському /x/, а угорський кінцевий /z/ відповідає хантийському кінцевому /t/. З цього можна порівняти такі слова, як угорське ház ([haːz]) «будинок» проти хантийського xot ([xot]) «будинок», а угорське száz ([saːz]) «сто» проти хантийського sot ([sot]) «сто».
Відстань між угорськими та фінськими мовами є більшою, проте відповідності також є регулярними.

### Формування
Угорська мова почала формуватися 2500—2800 років тому, коли предки угорців мешкали в північно-східній частині Уральських гір, через це існує спорідненість угорської з хантійською та мансійською мовами. В доєвропейський період (особливо впродовж V-IX ст.) великий вплив на угорську мову справили тюркські та іранські мови. В 900-1000 рр. угорські племена оселилися на середній частині Дунайської рівнини, де тісно контактували зі слов'янами, германцями та румунами, що вплинуло й на лексику угорської мови. Після прийняття християнства на початку XI ст. офіційною мовою богослужінь стала латина, через що в угорській з'явилися латинські та грецькі терміни.

### Давньоугорська мова
Першою письмовою пам'яткою угорської мови були 5 слів, ужитих в латинському документі 1055 року, за яким було засновано Тиханське бенедиктинське абатство на березі Балатону (нині документ зберігають в бібліотеці Паннонгалмського бенедиктинського абатства). Повноцінні тексти угорською мовою почали з'являтися в XIII ст. (першою з них була «Надмогильна промова та молитва» бл. 1200 р.), втім до XVI ст. угорські тексти записували переважно латинською або німецькою мовами (остання до сер. XX ст. була найпоширенішою другою мовою серед угорців). Першу книгу було опубліковано 1572 року в Кракові.

### Сучасний стан мови

Кількість людей, що говорять угорською мовою, на основі переписів населення та CIA World Factbook 2006.

Угорські завоювання сусідніх територій у XII-XIII ст. поклали початок мадяризації поміщиків та купців завойованих народів (хорватів, словаків, румунів). З 1541 по 1699 рр. частина земель, заселених угорцями, перебувала під владою турків, що сприяло впливові турецької мови на угорську. Після того, як Угорське королівство стало частиною Австрійської імперії, угорська мова потрапила під сильний вплив німецької. Окрім неї в XVIII-XIX ст. запозичення приходили з італійської та французької.
Втім після поділу монархії на австрійську та угорську частини, статус угорської мови став офіційним. Тому період з 1867 по 1918 вважають «золотим віком» угорської мови: збільшилася кількість носіїв, також серед неугорців (зокрема трансильванських саксів, євреїв та циган), багато міст Трансильванії стали практично повністю угорськомовними (наприклад, Клуж-Напока або, угорською, Коложварі). Після Першої світової війни Угорщина втратила значну частину земель, на яких угорська мова з часом втратила домінування.

## Поширення
Угорською як рідною розмовляють у таких країнах:
| Країна                          | Мовці                                                      |
| ------------------------------- | ---------------------------------------------------------- |
| Угорщина                        | 8,409,049 (перепис 2011)                                   |
| Румунія (головно Трансильванія) | 1,268,444 (перепис 2011)                                   |
| Словаччина                      | 508,714 (перепис 2011)                                     |
| Сербія (головно Воєводина)      | 293,299 (перепис 2002[недоступне посилання з травня 2019]) |
| Україна (головно Закарпаття)    | 149,400 (перепис 2001)                                     |
| США                             | 117,973 (перепис 2000)                                     |
| Канада                          | 75,555 (перепис 2001)                                      |
| Ізраїль                         | 70,000                                                     |
| Австрія (головно Бурґенланд)    | 22,000                                                     |
| Хорватія                        | 16,500                                                     |
| Словенія (головно Прекмур'є)    | 9,240                                                      |
| Загалом                         | 10.5 мільйонів (на Тисо-Дунайській низовині)               |

Ще близько мільйона угорськомовних проживають у Аргентині, Австралії, Бельгії, Бразилії, Великій Британії, Венесуелі, Італії, Нідерландах, Німеччині, США, Фінляндії, Франції, Чехії, Швейцарії та інших частинах світу.

### Офіційний статус
Угорська є офіційною мовою Угорщини та Європейського Союзу. Крім того угорська є однією з офіційних мов Воєводини та трьох общин Словенії: Годоша, Добровніка та Лендави. Угорська є мовою меншин в Австрії, Хорватії, Румунії, Словаччині та Україні (на Закарпатті). В Румунії вона є офіційною мовою на місцевому рівні в усіх муніципалітетах, де угорці складають понад 20 % населення.

### Говори

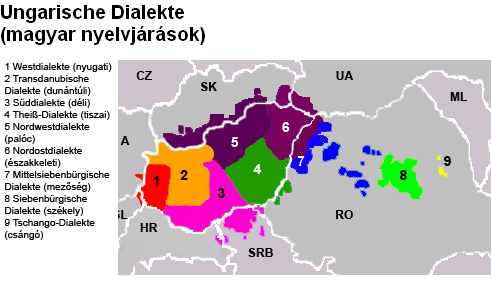
Мапа угорських говорів.

Розрізняють дев'ять основних діалектів:
1. Західний (nyugati)
2. Задунайський (dunántúli)
3. Південний[hu] (déli)
4. Тиський[hu] (tiszai, alföldi)
5. Північно-західний[hu] (palóc)
6. Північно-східний[hu] (északkeleti)
7. Середньо-семигородський (mezőségi)
8. Секейський (székely)
9. Чанґо (csángó)

## Фонетика

Угорські голосні

В угорській є 14 голосних, при цьому дифтонгів та редукованих голосних немає. Голосні бувають короткі та довгі, приголосні — м'які, проривні та тверді. Наголос зазвичай падає на перший склад, всі звуки (також кінцеві) звучать чітко.
|              | Губно- губні | Губно- зубні | Ясенні | Заясенні | Твердо- піднеб. | М'яко- піднеб. | Гортан. |
| ------------ | ------------ | ------------ | ------ | -------- | --------------- | -------------- | ------- |
| Носові       | m            |              | n      |          | ɲ               |                |         |
| Проривні     | p b          |              | t d    |          |                 | k ɡ            |         |
| Африкати     |              |              | t͡s d͡z  | t͡ʃ d͡ʒ    | c͡ç ɟ͡ʝ           |                |         |
| Фрикативні   |              | f v          | s z    | ʃ ʒ      |                 |                | h       |
| Дрижачі      |              |              | r      |          |                 |                |         |
| Апроксиманти |              |              |        |          | j               |                |         |
| Бокові       |              |              | l      |          |                 |                |         |

## Граматика і синтаксис
Угорська мова є аглютинативною, тобто має велику кількість суфіксів та префіксів. Немає категорії роду, проте іменник має 17 відмінків, а отже, 238 можливих форм. Існують означений (a, az) та неозначений (egy) артиклі.

## Лексика
| Частка запозичених слів у сучасній угорській мові | Частка запозичених слів у сучасній угорській мові | Частка запозичених слів у сучасній угорській мові | Частка запозичених слів у сучасній угорській мові | Частка запозичених слів у сучасній угорській мові |
| ------------------------------------------------- | ------------------------------------------------- | ------------------------------------------------- | ------------------------------------------------- | ------------------------------------------------- |
|                                                   |                                                   |                                                   |                                                   |                                                   |
| Невизначено                                       | Невизначено                                       |                                                   | 30%                                               | 30%                                               |
| Фіно-угорські                                     | Фіно-угорські                                     |                                                   | 21%                                               | 21%                                               |
| Слов'янські                                       | Слов'янські                                       |                                                   | 20%                                               | 20%                                               |
| Германські                                        | Германські                                        |                                                   | 11%                                               | 11%                                               |
| Тюркські                                          | Тюркські                                          |                                                   | 9.5%                                              | 9.5%                                              |
| Латинські та грецькі                              | Латинські та грецькі                              |                                                   | 6%                                                | 6%                                                |
| Романські                                         | Романські                                         |                                                   | 2.5%                                              | 2.5%                                              |
| Інші (встановлені)                                | Інші (встановлені)                                |                                                   | 1%                                                | 1%                                                |

## Міжмовні зв'язки
Значна частина угорської лексики є запозиченою з інших мов — насамперед, слов'янських (20 %). У той же час, чимало угорських слів потрапило і до індоєвропейських мов Європи. Запозичення з угорської називають мадяризмами.
Див. також Слов'янська лексика в угорській мові

## Письмо
З VII по X ст. угорські племена використовували давньоугорське письмо.

Давньоугорське письмо

Нині для запису угорської мови використовують модифіковану латинку, до якої входять 40 літер (14 голосних, 26 приголосних).
| A a | Á á | B b | C c | cs  | D d | dz    | dzs   | E e   | É é | F f |
| G g | gy  | H h | I i | Í í | J j | K k   | L l   | ly    | M m | N n |
| ny  | O o | Ó ó | Ö ö | Ő ő | P p | (Q q) | R r   | S s   | sz  | T t |
| ty  | U u | Ú ú | Ü ü | Ű ű | V v | (W w) | (X x) | (Y y) | Z z | zs  |

## Приклад

### Вигляд
«Заповіт» Т. Г. Шевченка угорською мовою (переклав Йожеф Валдапфел):
| Ha meghalok, temessetek: Dombtetőre engem, Kedves Ukrajnámban, téres: Puszta közepében, Honnan nagy széles mezőket: S a meredek partú Dnyepert látni, s hallani is, Ahogy zúgva zúdul. Majd ha ellenségünk vérét: Mossa Ukrajnából: Kék tengerbe, dombot, mezőt: Mindent hagyok akkor. Odébb állok én és szállok: Isten elé ott fent: Imádkozni… hanem addig: Nem ismerek istent. Temessetek el, és talpra, Tépve minden láncot: Rossz vérükkel öntözzétek: A szép szabadságot. S a nagy, új, szabad családban, Nem feledve engem: Emlékezzetek meg rólam: Nyájas szóval csendben. |

Джерело: Т. Г. Шевченко, Заповіт мовами народів світу, К., «Наукова думка», 1989

### Порівняння
| Угорська   | Фінська          | Естонська          | Ерзянська                | Комі-перм'яцька | Український переклад | # у списку Сводиша |
| én         | minä             | mina               | мон mon                  | ме me           | я, мене              | 1                  |
| te         | sinä, te (форм.) | sina, teie (форм.) | тон ton                  | тэ te           | ти                   | 2                  |
| mi         | me               | meie, me           | минь miń                 | ми mi           | ми                   | 4                  |
| ti         | te               | teie, te           | тынь tyń                 | ти ti           | ви                   | 5                  |
| ez/itt     | tämä/täällä      | see                | те te                    | тайö tajö       | цей/тут              | 7                  |
| az/ott     | tuo/tuolla       | too                | што što                  | сійö sijö       | той/там              | 8                  |
| ki?        | kuka?            | kes?               | кие? kije?               | коді? kodi?     | хто?                 | 11                 |
| mi?        | mikä?            | mis?               | мезе? meze?              | мый? myj?       | що?                  | 12                 |
| egy        | yksi             | üks                | вейке vejke              | öтік ötik       | один                 | 22                 |
| kettő      | kaksi            | kaks               | кавто kavto              | кык kyk         | два                  | 23                 |
| három      | kolme            | kolm               | колмо kolmo              | куим kuim       | три                  | 24                 |
| négy       | neljä            | neli               | ниле nile                | нёль ńol        | чотири               | 25                 |
| öt         | viisi            | viis               | вете vete                | вит vit         | п'ять                | 26                 |
| nej        | nainen 'жінка'   | naine              | ни ni                    | гöтыр götyr     | дружина              | 40                 |
| anya       | äiti             | ema                | (тиринь) ава (tiriń) ava | мам mam         | мама                 | 42                 |
| fa         | puu              | puu                | чувто čuvto              | пу pu           | дерево, деревина     | 51                 |
| vér        | veri             | veri               | верь veŕ                 | вир vir         | кров                 | 64                 |
| haj        | hius, hiukset    | juuksed            | черь čeŕ                 | юрси jursi      | волосся              | 71                 |
| fej        | pää              | pea                | пря pŕa                  | юр jur          | голова               | 72                 |
| fül        | korva            | kõrv               | пиле pile                | пель peĺ        | вухо                 | 73                 |
| szem       | silmä            | silm               | сельме seĺme             | син sin         | око                  | 74                 |
| orr        | nenä             | nina               | судо sudo                | ныр nyr         | ніс                  | 75                 |
| száj       | suu              | suu                | курго kurgo              | вом vom         | рот                  | 76                 |
| fog        | hammas           | hammas             | пей pej                  | пинь piń        | зуб                  | 77                 |
| láb        | jalka            | jalg               | пильге piĺge             | кок kok         | стопа                | 80                 |
| kéz        | käsi             | käsi               | кедь ked́                 | ки ki           | рука                 | 83                 |
| szív/szűny | sydän            | süda               | седей sedej              | сьöлöм śölöm    | серце                | 90                 |
| inni       | juoda            | jooma              | симемс simems            | юны juny        | пити                 | 92                 |
| tudni      | tietää           | teadma             | содамс sodams            | тöдны tödny     | знати                | 103                |
| élni       | elää             | elama              | эрямс eŕams              | овны ovny       | жити                 | 108                |
| víz        | vesi             | vesi               | ведь ved́                 | ва va           | вода                 | 150                |
| kő         | kivi             | kivi               | кев kev                  | из iz           | камінь               | 156                |
| ég/menny   | taivas           | taevas             | менель meneĺ             | енэж jenezh     | небо                 | 162                |
| szél       | tuuli            | tuul               | варма varma              | тöв töv         | вітер                | 163                |
| tűz        | tuli             | tuli               | тол tol                  | би bi           | вогонь               | 167                |
| éj         | yö               | öö                 | ве ve                    | вой voj         | ніч                  | 177                |

### Фрази
- Українська [мова] — Ukrán nyelv
- Так — Igen
- Ні — Nem.
- Привіт! — Jó napot kívánok / Szervusz / Szia
- Як справи? — Hogy vagy? (неформ.), Hogy van? (форм.)
- Ласкаво просимо! — Üdvözlet
- До побачення! — Szia / Viszlát (неформ.), Viszontlátásra (форм.)
- Будь ласка —  Kérem
- Дякую — Köszi / Köszönöm / Köszönöm szépen
- Даруйте — Elnézést!
- Пробачте — Bocsánat!
- Як вас звати? — Mi a neve?
- Мене звати… — A nevem …
- Скільки? — Mennyi?
- Я не розумію. — Nem értem.
- Ви розмовляєте українською мовою? — Beszél ukránul? (форм.) Beszélsz ukránul? (неформ.)
- Я не знаю. — Nem tudom.
- Щасти вам! — Sok szerencsét kivánok!

Див. також тут.